# Præsidentvalget i Afghanistan 2004
Præsidentvalget i Afghanistan 2004 var Afghanistans første præsidentvalg og blev afholdt den 9. oktober 2004. 
Den oprindelige dato for valget var den 5. juli 2004, det blev senere ændret først til september, og derefter til oktober.
Valget endte med, at Hamid Karzai blev valgt til Afghanistans præsident for en femårig periode, som sluttede i oktober 2009. Hamid Karzai vandt igen valget i 2009 og kunne derved begynde sin anden embedsperiode.

## Resultat
- Hamid Karzai, 4.443.029 stemmer, 55.4%
- Yunus Qanuni, 1.306.503 stemmer, 16.3%
- Mohammed Mohaqiq, 935.325 stemmer, 11.7%
- Abdul Rashid Dostum, 804.861 stemmer, 10.0%
- Abdul Latif Pedram, 110.160 stemmer, 1.4%

Notat: Alle kandidater med mere end 100.000 stemmer medtaget i listen